# Гіллсдейл (Нью-Джерсі)
Гіллсдейл (англ. Hillsdale) — місто (англ. borough) в США, в окрузі Берген штату Нью-Джерсі. Населення — 10 143 особи (2020).

## Географія
Гіллсдейл розташований за координатами 41°0′26″ пн. ш. 74°2′42″ зх. д. / 41.00722° пн. ш. 74.04500° зх. д. (41.007127, -74.045119).  За даними Бюро перепису населення США в 2010 році місто мало площу 7,66 км², з яких 7,64 км² — суходіл та 0,02 км² — водойми.

## Демографія
Згідно з переписом 2010 року, у селищі мешкало 10 219 осіб у 3493 домогосподарствах у складі 2844 родин. Було 3567 помешкань
Расовий склад населення:
| - 89,4 % — білих - 6,3 % — азіатів - 1,0 % — чорних або афроамериканців - 0,1 % — корінних американців - 2,1 % — осіб інших рас |

До двох чи більше рас належало 1,1 %. Частка іспаномовних становила 7,8 % від усіх жителів.
За віковим діапазоном населення розподілялося таким чином: 26,6 % — особи молодші 18 років, 58,6 % — особи у віці 18—64 років, 14,8 % — особи у віці 65 років та старші. Медіана віку мешканця становила 42,8 року. На 100 осіб жіночої статі у селищі припадало 95,7 чоловіків;  на 100 жінок у віці від 18 років та старших — 92,5 чоловіків також старших 18 років.
Середній дохід на одне домашнє господарство  становив 129 703 долари США (медіана — 108 224), а середній дохід на одну сім'ю — 148 774 долари (медіана — 126 250). Медіана доходів становила 90 318 доларів для чоловіків та 66 815 доларів для жінок. За межею бідності перебувало 8,2 % осіб, у тому числі 11,6 % дітей у віці до 18 років та 8,6 % осіб у віці 65 років та старших.
Цивільне працевлаштоване населення становило 4986 осіб. Основні галузі зайнятості: освіта, охорона здоров'я та соціальна допомога — 28,4 %, науковці, спеціалісти, менеджери — 14,8 %, фінанси, страхування та нерухомість — 10,3 %, виробництво — 9,3 %.